# الرباعيين
قرية الرباعيين هي إحدى القرى التابعة لمركز كفر صقر في محافظة الشرقية في جمهورية مصر العربية. حسب إحصاءات سنة 2006، بلغ إجمالي السكان في الرباعيين 5032 نسمة، منهم 2582 رجل و2450 امرأة.

## التاريخ
قرية الرباعيين من القرى القديمة، حيث وردت باسم «تل الرباعي» في أعمال الشرقية ضمن قرى الروك الصلاحي التي أحصاها ابن مماتي في كتاب قوانين الدواوين، كما وردت باسم «تل الرباعي» في أعمال الشرقية ضمن قرى الروك الناصري التي أحصاها ابن الجيعان في كتاب «التحفة السنية بأسماء البلاد المصرية». وفي العصر العثماني وردت باسم «الرباعي» في التربيع العثماني الذي أجراه الوالي العثماني سليمان باشا الخادم في عصر السلطان العثماني سليمان القانوني ضمن قرى ولاية الشرقية، وفي تاريخ 1228هـ/1813م الذي عدّ قرى مصر بعد المسح الذي قام به محمد علي باشا وردت قريتين باسم «الرباعي القديم» و«الرباعي الجديد» ضمن قرى مديرية الشرقية، ثم دُمجتا سنة 1317هـ/1899م باسم «الرباعيين».